# Marian Janicki (generał BOR)
Marian Jerzy Janicki (ur. 24 stycznia 1961 w Krakowie) – polski urzędnik państwowy, generał dywizji, od 2007 do 2013 szef Biura Ochrony Rządu.

## Życiorys
W latach 1981–1987 pracował zawodowo na Akademii Górniczo-Hutniczej w Krakowie. W 1995 ukończył studia inżynierskie w kierunku Inżynieria Materiałowa i Ceramika na Wydziale Inżynierii Materiałowej AGH. Od 1987 zatrudniony w służbach mundurowych, od 1988 w Biurze Ochrony Rządu. Był kierowcą w kolumnie transportowej; w 1990 woził m.in. ówczesnego kandydata na prezydenta – Lecha Wałęsę. Od 1993 do 1997 pełnił funkcję szefa wydziału w Oddziale Transportu, następnie do 2001 kierował tym oddziałem. 29 marca 2001 został powołany na stanowisko zastępcy szefa BOR, gdzie kierował częścią logistyczną. Został również członkiem towarzystwa International Police Association.
W 2005 mianowany na stopień generała brygady i przeniesiony do dyspozycji szefa BOR. 26 listopada 2007 nowo powołany premier Donald Tusk powierzył mu sprawowanie urzędu szefa Biura Ochrony Rządu. 15 czerwca 2011 mianowany przez prezydenta Bronisława Komorowskiego na stopień generała dywizji BOR. 1 marca 2013 Marian Janicki podał się do dymisji, która została przyjęta.
16 kwietnia 2013 został powołany do rady nadzorczej spółki akcyjnej Krakchemia, w której powierzono mu funkcję sekretarza. W listopadzie 2017 został członkiem Platformy Obywatelskiej. W wyborach samorządowych w 2018 został wybrany radnym powiatu krakowskiego z listy Koalicji Obywatelskiej.

## Życie prywatne
Marian Janicki jest żonaty, ma dwoje dzieci: córkę i syna.

## Odznaczenia
- Złoty Krzyż Zasługi – 2005[9]
- Srebrny Krzyż Zasługi – 2002[10]
- Złoty Medal „Za zasługi dla obronności kraju” – 2004
- Złota Odznaka „Zasłużony dla Ochrony Przeciwpożarowej” – 2010[11]
- Odznaka Honorowa „Bene Merito” – 2010[12]

## Awanse generalskie
- generał brygady – 10 czerwca 2005[13]
- generał dywizji – 15 czerwca 2011[3]